# Monarquianisme
El monarquianisme és una teologia cristiana que promulga la creença que Déu és una sola persona, al contrari que el trinitarianisme, que defineix Déu com un conjunt de tres persones que coexisteixen de manera consubstancial en un sol ser.